# بلنسيانة (قرطبة)
بلدية بلنسيانة (بالإسبانية: Palenciana)‏، هي إحدى بلديات مقاطعة قرطبة إحدى مقاطعات إسبانيا، و التي تقع في منطقة الأندلس جنوب إسبانيا.
يبلغ عدد سكانها 1.594 نسمة وفقاً لإحصائية سنة (2007).